# B7 (álbum de Brandy)
B7 é o sétimo álbum de estúdio da cantora norte-americana Brandy. Foi lançado em 31 de julho de 2020, através de sua própria gravadora, Brand Nu, Inc., e eOne Music. Seu primeiro álbum de estúdio desde Two Eleven (2012), o álbum conta com produção de Darhyl Camper Jr. e LaShawn Daniels, entre outros. B7 é um álbum de R&B, explorando temas como amor próprio, relacionamentos românticos tumultuados, saúde mental e maternidade solteira.
O álbum recebeu avaliações geralmente positivas dos críticos, que elogiaram a autenticidade e a coesão do álbum, bem como os vocais de Norwood. B7 estreou na 12ª na parada estadunidense Billboard 200,vendendo 25.000 unidades em sua primeira semana. O álbum e suas canções foram indicados a vários prêmios, incluindo um Grammy Award. Ele gerou dois singles: "Baby Mama" e "Borderline". Além disso, "No Tomorrow, Pt. 2" com Ty Dolla Sign, um remix da faixa do álbum, "No Tomorrow", também foi lançado na promoção do álbum.

## Antecedentes e desenvolvimento
"Eu não sabia que o mundo estaria no lugar que está agora, mas quero dizer, todo mundo precisa de música agora. Todo mundo precisa se sentir elevado, então é um bom momento e o R&B está em um ótimo lugar agora também".

— Brandy durante uma entrevista para o HuffPost.
B7 é o primeiro lançamento independente de Brandy em sua própria gravadora Brand Nu, Inc. em parceria com a eOne. Durante uma entrevista com Taryn Finley do HuffPost, Brandy disse que estava deixando suas "experiências autênticas informarem [sua] música". Apesar de se sentir vulnerável e em relação à pandemia global de COVID-19, Brandy disse: "Tudo alinhado ... não planejei assim, mas aconteceu de cair no mesmo espaço, então estou feliz com isso". Quando questionada sobre por que era o momento certo para novas músicas, Brandy disse "bem, eu senti que estou em um ótimo lugar na minha música. Eu me sinto muito forte sobre minha música, confiante sobre onde estou com ela. Eu acredito nisso, e eu apenas senti que esta era a hora". temas de "amor e mágoa e se autoconhecer e encontrar [seu] amor próprio". Descrevendo o álbum como autêntico e o mais pessoal até o momento, Brandy disse que os fãs poderiam esperar seu "coração inteiro" no álbum, com temas de "amor e mágoa e se encontrar e encontrar [seu] amor próprio".

## Gravação e produção
Em entrevista à Rolling Stone, ela revelou que o álbum levou três anos para ser feito: "Sinto que começou há cerca de três anos. Eu estava equilibrando televisão e tempo de estúdio. Coloquei tudo o que pude neste projeto. Foi tão libertador para mim, porque tive a chance de realmente cavar e escrever do fundo do meu coração. Consegui realmente tirar muitas coisas do meu peito, realmente usar a música como uma forma de escapar e curar". Falando sobre o processo de fazer o álbum, Brandy foi clara sobre a dedicação que colocou no projeto: "Dediquei os últimos dois anos da minha vida a novas músicas, meu novo projeto. Demorei um pouco, mas estou muito feliz com o foco e a ética de trabalho que coloquei neste projeto". Este tema foi expandido durante sua entrevista para a Apple Music, onde ela afirmou: "Eu senti que queria ser o mais honesta possível com este novo projeto. Eu queria abordar este projeto como se esta fosse minha última chance, se este era minha última chance de criar música, sobre o que seria esse projeto? Como seria? Eu simplesmente revelaria tudo? Eu contaria minha história o mais profundamente possível? E eu queria, é claro, ficar fiel ao R&B, mas ao mesmo tempo fora da caixa". Da mesma forma, ao falar com a Entertainment Weekly, Brandy disse que tratou o álbum como se fosse o último: "Eu entrei neste álbum pensando: 'Se este fosse meu último projeto, se esta fosse a última vez que eu cantaria... O que eu faria?' Eu usei essa [mentalidade] como uma forma de dar tudo de mim. Você pode ouvir todo o meu coração nisso. Demorou um pouco porque eu não queria me apressar".
Quando perguntada por que Brandy escolheu Darhyl "DJ" Camper Jr. para dirigir o projeto, ela compartilhou: "Suas faixas eram tão diferentes, mas ainda conectadas a mim de uma forma que não parecia tão diferente do que eu fiz. Era quase como uma continuação. Quando eu ouvia seu música era como, 'É assim que Never Say Never soaria no futuro'". Norwood co-escreveu e co-produziu 14 das 15 canções do álbum e, ao lado de Camper, trabalhou com artistas como LaShawn Daniels e Kimberly "Kaydence" Krysiuk, abordando vários temas, incluindo amor próprio, relacionamentos românticos tumultuados, saúde mental e maternidade solteira. Krysiuk contribuiu com nove das 15 canções do álbum e comentou sobre o processo de desenvolvimento das canções ao lado de Norwood: "quando escrevemos esses discos, não seguimos uma 'fórmula' ou estrutura musical [...] [...] Isso por si só realmente nos deu espaço para expressar nossas emoções sem ficarmos confinados a um padrão da indústria".
No meio da produção do álbum, Daniels, um mentor do início da carreira de Norwood, morreu. Durante uma entrevista ao jornal britânico The Guardian, Norwood disse que "a música [era sua] terapia" e ela "[não saberia] o que seria da vida sem ela". Elaborando sobre poder trabalhar com Daniels no projeto, ela disse "é um pouco assustador porque tive que terminar sem ele [...] Só me pergunto: ele ficaria orgulhoso do que consegui montar?" . Na entrevista, também foi confirmado que ela co-escreveu todas as músicas do álbum, querendo parar de "aplacar egos", "perseguir expectativas comerciais" e não ter suas experiências "destiladas nas palavras de outras pessoas".

## Músicas e letras
B7 abre com a faixa "calorosa e sincera", "Saving All My Love", que abre com a linha "Sorry for my tardy", (trad: Desculpe pelo meu atraso) abordando o período de oito anos desde ser álbum anterior, Two Eleven (2012). Interpretado por alguns críticos como um "pedido de desculpas", ela explica sua ausência da música após o término de seu relacionamento com o executivo musical Ryan Press. Brandy pode ser ouvida referindo-se a sua mentora, Whitney Houston, como a "goat" (acrônimo de "greatest of all time"; trad: o melhor de todos os tempos). A terceira faixa do álbum, "Rather Be", foi co-escrita com Victoria Monét e mostra o retorno de Brandy à distinta balada suave e sensual dos álbuns anteriores. Brandy pode ser ouvida para estar calorosamente usando seu coração na manga enquanto seu interesse amoroso é difícil de conseguir.
"Borderline" mostra Brandy confrontando suas próprias inseguranças e fraquezas nos relacionamentos, com ela professando ser "a garota mais ciumenta" e, finalmente, ilustrando a solidão emocional mais sombria que pode dominar um relacionamento romântico. Sobre a música, Brandy afirmou que "se outro artista tivesse essa música, cantasse essa música, eu gostaria que essa música fosse minha". Em entrevista ao The New York Post, ela compartilhou a história por trás do single: "Eu amei alguém que não estava disponível para ser amado por mim e isso me deixou louca", acrescentando: "Eu queria usar minha música como um maneira de iniciar mais conversas sobre saúde mental e como isso é algo que todos nós precisamos trabalhar todos os dias".
Em "I Am More", Brandy faz referência às letras do rapper Eminem no single póstumo de The Notorious B.I.G., "Dead Wrong" (1999). Além disso, em "High Heels", ela faz um dueto com sua filha Sy'rai e também canta um dos versos. Brandy apresentou anteriormente suas habilidades de rap sob o alter-ego Bran'Nu. O álbum fecha com "Bye BiPolar"—-uma balada conduzida por piano que utiliza uma metáfora que Brandy tem usado para sua própria vida amorosa, discutindo a maneira como suas lutas de saúde mental foram exacerbadas por relacionamentos tóxicos. Liricamente, ao se libertar deles, a cantora discute como sua própria saúde mental melhorou. Brandy disse ao New York Post: "Não fui diagnosticada como bipolar [...], mas tive momentos em que o trauma me levou a não ser eu mesmo e senti que poderia ter experimentado momentos disso". Transtorno mental é um tema lírico recorrente no álbum, como é ouvido em "Unconditional Oceans", que aborda seu passado de comportamento de "auto-sabotagem", e "Lucid Dreams", onde Brandy confessa abertamente ter "querido morrer". B7 termina com a letra ousada de "Bye BiPolar"—-"Nunca adicione seu sobrenome ao meu. Estou dizendo nunca", uma referência a seu álbum de 1998, Never Say Never, ao mesmo tempo em que marca o crescimento pessoal e a transição de Brandy desde então.

## Lista de faixas
| B7             |                                              |                                                                                                  |                                                               |         |  |
| N.º            | Título                                       | Compositor(es)                                                                                   | Producer(s)                                                   | Duração |  |
| 1.             | "Saving All My Love"                         | Brandy Norwood Darhyl Camper, Jr.                                                                | Camper, Jr. Alonzo "Lonnie" Smalls II Norwood Aaron Smith [a] | 4:42    |  |
| 2.             | "Unconditional Oceans"                       | Norwood Kim "Kaydence" Krysiuk Akil "Fresh" King                                                 | Camper, Jr. Smalls II Norwood LaShawn Daniels [b]             | 3:52    |  |
| 3.             | "Rather Be"                                  | Norwood Antonio "Tony" Dixon Victoria McCants Camper, Jr.                                        | Camper, Jr. Daniels Norwood Dixon [b]                         | 2:50    |  |
| 4.             | "All My Life, Pt. 1"                         | Norwood Krysiuk King Camper, Jr.                                                                 |                                                               | 0:40    |  |
| 5.             | "Lucid Dreams"                               | Norwood Krysiuk King Camper, Jr.                                                                 | Camper, Jr. Daniels Norwood                                   | 3:41    |  |
| 6.             | "Borderline"                                 | Norwood Krysiuk Camper, Jr. Al Sherrod Lambert Charles McAllister                                | Camper, Jr. Daniels Norwood                                   | 5:12    |  |
| 7.             | "No Tomorrow"                                | Norwood Joshua "YXSH" Thomas                                                                     | Thomas Norwood Cory Rooney Camper, Jr. [c]                    | 3:01    |  |
| 8.             | "Say Something"                              | Norwood Camper, Jr. Vania "Nia V" Khaleh-Pari Larry Lee "Price" Jacks, Jr. "Sean 1da" Wander     | Camper, Jr. Norwood                                           | 3:04    |  |
| 9.             | "All My Life, Pt. 2"                         | Norwood Krysiuk King Camper, Jr.                                                                 |                                                               | 0:40    |  |
| 10.            | "I Am More"                                  | Norwood Krysiuk King                                                                             | Camper, Jr. Daniels Norwood                                   | 3:15    |  |
| 11.            | "High Heels" (com part. de Sy'rai)           | Norwood Sy'rai Smith Krysiuk King Camper, Jr.                                                    | Camper, Jr. Norwood                                           | 2:38    |  |
| 12.            | "Baby Mama" (com part. de Chance the Rapper) | Norwood Krysiuk King Chancelor Bennett Chauncey Alexander Hollis Smith                           | Hit-Boy Daniels Norwood                                       | 3:14    |  |
| 13.            | "All My Life, Pt. 3"                         | Norwood Krysiuk King Camper, Jr.                                                                 |                                                               | 0:39    |  |
| 14.            | "Love Again" (dueto com Daniel Caesar)       | Norwood Ashton D. Simmonds Edward Blackmon Matthew Burnett Camper, Jr. Jordan Evans Matthew Leon | Evans Burnett Camper, Jr. [a]                                 | 3:34    |  |
| 15.            | "Bye Bipolar"                                | Norwood Krysiuk Camper, Jr.                                                                      | Camper, Jr. Daniels Norwood                                   | 4:47    |  |
| Duração total: | Duração total:                               | Duração total:                                                                                   | Duração total:                                                | 45:49   |  |

Notas
- ↑[a]  denota produção adicional
- ↑[b]  denota produtor vocal
- ↑[c]  denota co-produtor